# 筑前共愛公衆会
筑前共愛公衆会（ちくぜんきょうあいこうしゅうかい。別名：筑前共愛会）は、不平等条約改正と国会開設要求の運動を目的として、1879年（明治12年）12月に設立され、福岡県を地盤とした地方自治組織。設立当初の名称「筑前国州会」から改称して「筑前共愛公衆会」とした。

## 沿革
福岡県（筑前、筑後、豊前）のうち筑前地域を1区15郡933町に分け、その代表会組織として存立した。名称が長いため、略称として「共愛会」、「共愛公会」が用いられた。思想的な指導機関として向陽社（後の玄洋社）が背後にある。全国に先がけて、『国会開設及び条約改正之建言』の建議を元老院に提出した。会長は小野隆助（玄洋社員、衆議院議員、香川県知事）。副会長は箱田六輔（玄洋社員）。両者とも後の玄洋社の社員となった。